# 強いキズナ
「強いキズナ」（つよいキズナ）は、日本の歌手、鈴木亜美のミニ写真集+音楽インディーズシングルである。
2004年4月22日発売（初版奥付日は同年4月25日）。

## 解説
ミニ写真集とCDシングルのパッケージング。Sony Music Associated Recordsから発売されたベストアルバム『FUN for FAN』から約3年ぶりに発売されたCDで、本名の"鈴木亜美"名義では初のCDとなる。写真・ジャケットの撮影は松田忠雄。
当時、鈴木は芸能活動を一旦休止していたためにどこのレコードレーベルにも所属しておらず、書籍扱いで販売された。初版発行部数は7万部。累計では15万部を売り上げた。
通常のCDとは流通ルートが異なるためオリコンのCDセールスチャートでは扱われず、トーハンの単行本・「ノンフィクションほか」のランキングで週間1位を記録した。

## 収録曲
全曲作詞：鈴木亜美 / 作曲：横山輝一
1. 強いキズナ
2. シンデレラストーリー
3. 強いキズナ (Back Track)
4. シンデレラストーリー (Back Track)